# Megacephala virginica
Espèce
Megacephala virginica est une espèce d'insectes coléoptères de la famille des Carabidae originaire du sud-est des États-Unis. C'est un insecte prédateur d'autres arthropodes, de mœurs nocturnes, qui chasse au sol.